# Ђорђе Писарев
Ђорђе Писарев (Визић, 11. фебруар 1957) српски je писац, есејиста, критичар и новинар.

## Биографија
Дипломирао Југословенску и општу књижевност на Филозофском факултету у Новом Саду. Уредник је Културне рубрике новосадског „Дневника“. Живи и ради у Новом Саду. Члан је Друштва књижевника Војводине и Друштва новосадских књижевника.

### Романи
- “Мимезис мимезис романа” (роман), КОС, Београд 1983.
- “Књиге народа лутака” (роман), Светови, Нови Сад 1988.
- “Готска прича” (роман), Матица српска, Нови Сад 199о.
- “Ковчег” (роман), Књижевна заједница Новог Сада, 1992.
- “Пописујући имена ствари” (роман), Прометеј, Нови Сад, 1995.
- “Завера близнакиња” (роман), Народна књига, Београд 2000.
- “Под сенком змаја” (роман), Стилос, Нови Сад 2001.
- “У срцу града” (роман), Стилос, Нови Сад 2004.
- „Поноћ је у соби успомена“ (роман), Народна књига, Београд 2005.

### Књиге есеја
- „Пред вратима раја“ (есеји), Дневник, Нови Сад 2002.

### Књиге прича
- “Књига господара прича” (приче), Видици, Београд 1985.
- “Мики Шепард: Страшне приче” (приче), Дневник, Нови Сад 1990.
- “Бесмртници” (изабране и нове приче), Орфеус, Нови Сад 2002.
- “Посланице из Новог Јерусалима” (изабране приче), Стубови културе, Београд 1996.

### Антологије прозе
- “Најбоље приче 1989” (Д. Албахари/М. Пантић), Дечје новине, Горњи Милановац 1989.
- “Антологија српске прозе постмодерног доба” (А. Јерков), Српска књижевна задруга, Београд 1992.
- “Нова (постмодерна) српска фантастика” (С. Дамјанов), СИЦ, Београд 1994.
- “Изабране приче Београдске мануфактуре снова” (А. Јерков), Дентал, Београд 1995.
- “Између маште и стварности” (М. Ненин), Завод за уџбенике и наставна средства, Београд 1996.
- “Чаробна шума” (В. Павковић/Д. Илић), Радио Б92, Београд 1996.
- “На трагу” (В. Павковић/Д. Илић), Књижара “Прота Васа“, Панчево 1998.
- “Антологија савремене новосадске приче” (Н. Шапоња), Стилос, Нови Сад 2000.

### Зборници (теорија, есејистика, проза)
- “Постмодерна на тргу”, Октоих, Подгорица 1994.
- “Укрштене приче”, Дентал, Београд 1994.
- “Нови нихилизам”, ДОБ, Београд 1996.
- “Савремена српска проза”, Народни универзитет Трстеник, 1995.
- “Савремена српска проза”, Народни универзитет Трстеник, 1997.
- “Писци са границе”, КПЗ Општине Сечањ, Нови Сад 1999.
- Момчило Миланков: Зборник; Народна библиотека “Ђура Јакшић”, Српска Црња 1999.
- “Војислав Деспотов: успомена на дуго сећање”, Центар за политичко образовање, Нови Сад 2000.
- “Споменица Новосађана”, САН, Нови Сад 2001.
- Књига века (Приредили Александар Јерков и Драган Богутовић); „Мали Немо“, Панчево 2001.

## Награде
- Награда Покрајинског фонда културе за најбољу књигу године, 1991.
- Годишња награда листа „Дневник”, 1993.
- Награда Друштва књижевника Војводине за књигу године, за роман Пописујући имена ствари, 1996.[1]
- Награда „Лаза Костић”, за роман Завера близнакиња, 2000.[2]
- Награда „Борислав Пекић”, за синопсис романа Под сенком змаја, 2000.[3]
- Награда „Бранко Бајић”, 2002.
- Награда „Стеван Пешић”, за роман А ако умре пре него што се пробуди, 2009.
- Награда „Карољ Сирмаи”, за књигу прича Велика очекивања, 2013.
- Наградa „Станислав Лем”, 2018.[4]
- Медаља културе за животно дело, Годишња награда Културног центра Војводине „Милош Црњански”, за 2021.[5]

## Компакт диск
Весна Драгојлов: „Мултимедијална лирика - мултимедијално истраживање у хипертекстуалном роману: Ђорђе Писарев, Завера близнакиња“; Универзитет у Денверу, 2002.